# Darmatmer
Als Darmatmer bezeichnet man solche Fische, die nicht nur im Wasser gelösten Sauerstoff über die Kiemen oder akzessorische (zusätzliche) Atmungsorgane wie Labyrinthorgane oder Hautatmung (z. B. bei Aalen) aufnehmen können, sondern deren Organismus darüber hinaus in der Lage ist, den Sauerstoff aus der an der Wasseroberfläche geschluckten Luft im stark durchbluteten Darm aufzunehmen. Nur in besonderen Fällen ergibt sich durch verschluckte Luft und Wasser ein Gewinn, so dass man von Darmatmung im positiven Fall ausgehen kann. Manchmal kann dadurch die Atmung vollkommen gedeckt werden, ansonsten spielt sie eine akzessorische Rolle (akzessorische Atmung, zusätzliche Atmung z. B. Darmatmung).
- Etliche Arten, wie beispielsweise die der Gattung Corydoras aus der Ordnung der Welsartigen, sind akzessorische Darmatmer. Das kann man im Aquarium auch beobachten: Panzerwelse bewegen sich zwar normalerweise nur dicht über dem Bodengrund, den sie nach Futter durchsuchen, schießen aber immer wieder sehr schnell an die Wasseroberfläche und tauchen dann ebenso schnell wieder ab. Das tun sie nicht, um dort nach Futter zu schnappen, sondern um eine Portion Luft zu schlucken.[4]
- Der Europäische Schlammpeitzger (eine Art der Karpfenartigen) hat eine ausgeprägte Darmatmung.

Darmatmer können somit auch in von längeren Hitze- oder Trockenperioden bedrohten Gewässern überleben. Sie überleben selbst dann, wenn der im Wasser verbliebene Sauerstoff nicht mehr ausreichen würde, alle Bewohner zu erhalten.